# Spade coreane

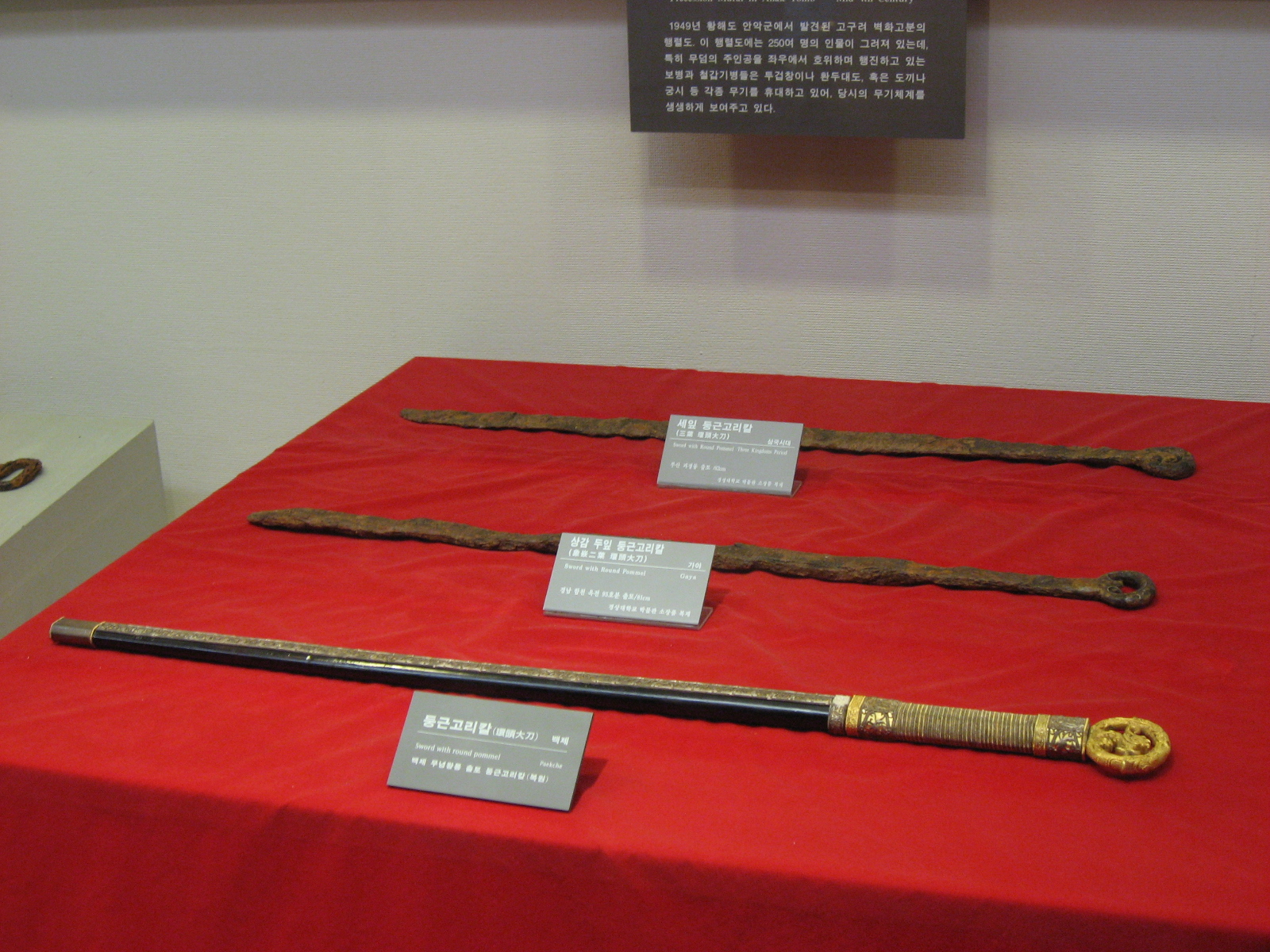
Spade dell'età dei Tre regni di Corea

La storia della fabbricazione della spada ha in Corea una tradizione antichissima, ad oggi poco approfondita. L'evoluzione dell'arma bianca manesca nella Penisola coreana fu strettamente legata allo sviluppo delle spade cinesi, di cui condivise le particolari tappe: spade cerimoniali in pietra, spade lunghe in bronzo sino alla predilezione per la scimitarra. La spada coreana restò però per moltissimo tempo un manufatto appositamente sviluppato per un utente di alto ceto sociale, non realizzata su vasta scala per armare un esercito.
La più famosa spada coreana fu lo Hwandudaedo (환두대도), una scimitarra con pomolo ad anello, negli esemplari più pregiati ornato da figure di dragoni e fenici, già diffuso al tempo dei Tre Regni di Corea (I secolo a.C.-VII secolo).

## Galleria d'immagini

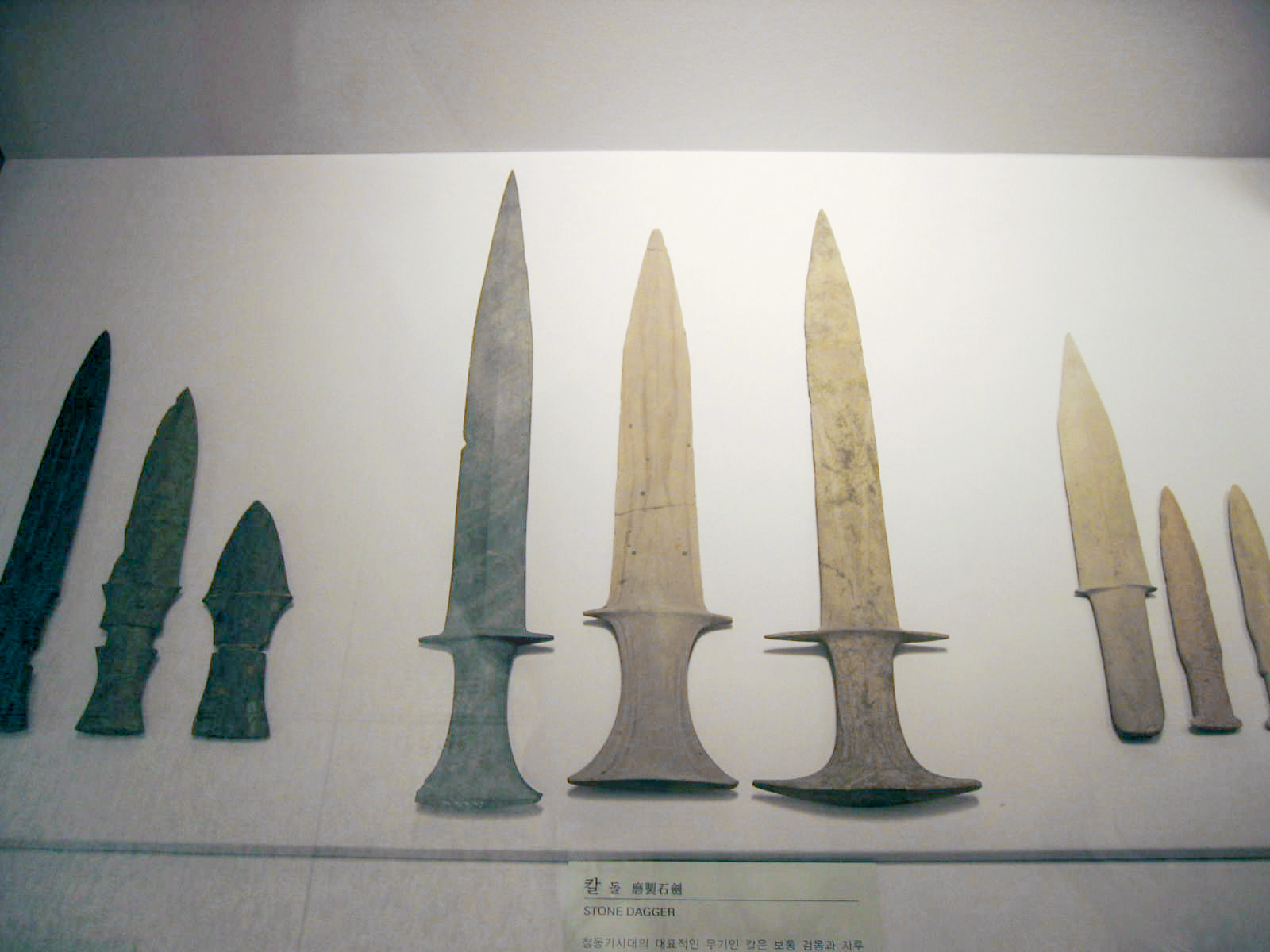
Daghe coreane dell'Età del Bronzo
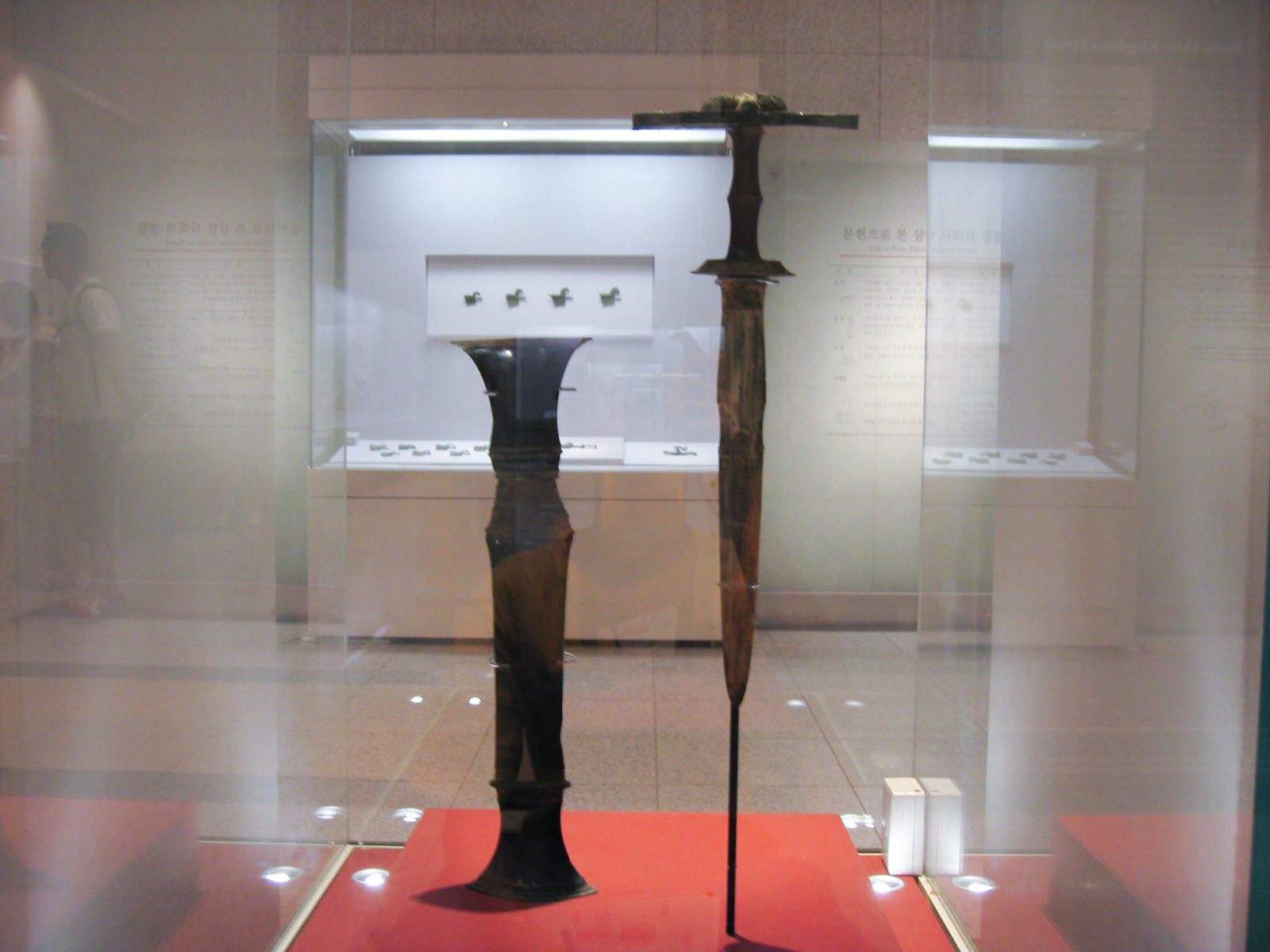
Spada del Periodo dei "Proto-Tre Regni di Corea"
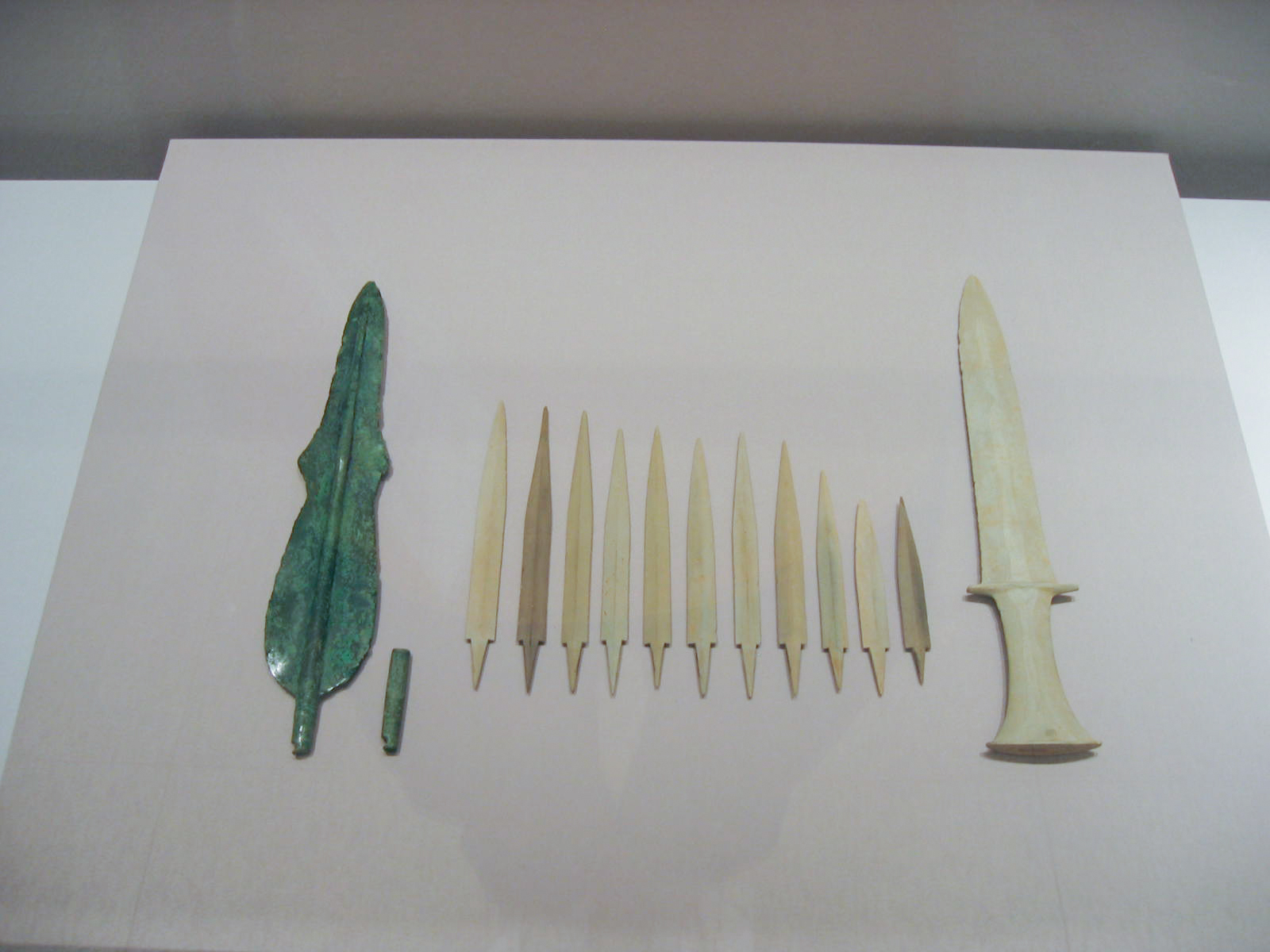
Armi dell'Età del Bronzo del Regno di Buyeo
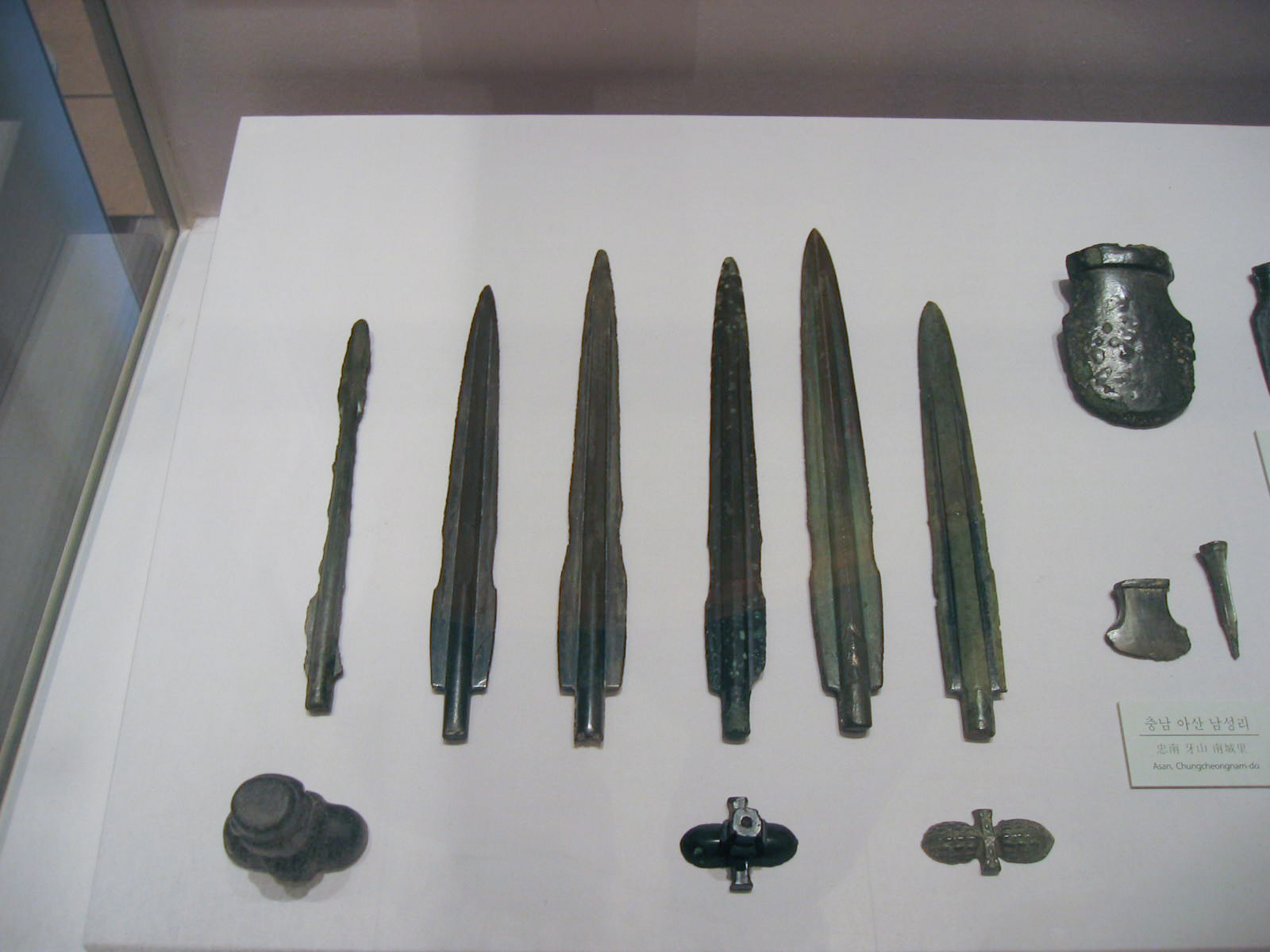
Daghe coreane in ferro
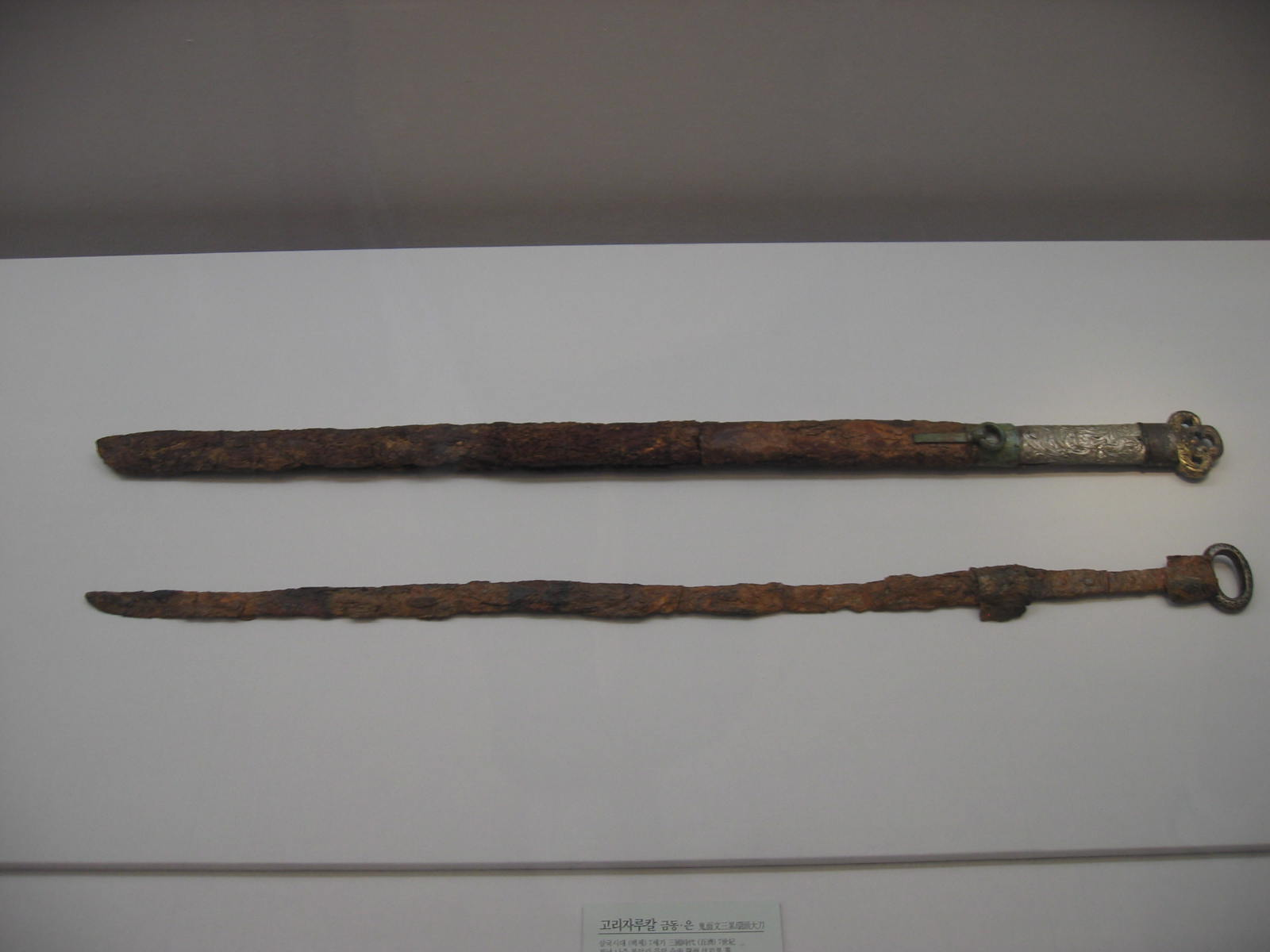
Spada del Periodo dei Tre Regni di Corea - manifattura del Regno di Baekje